# Louis Wilhelme

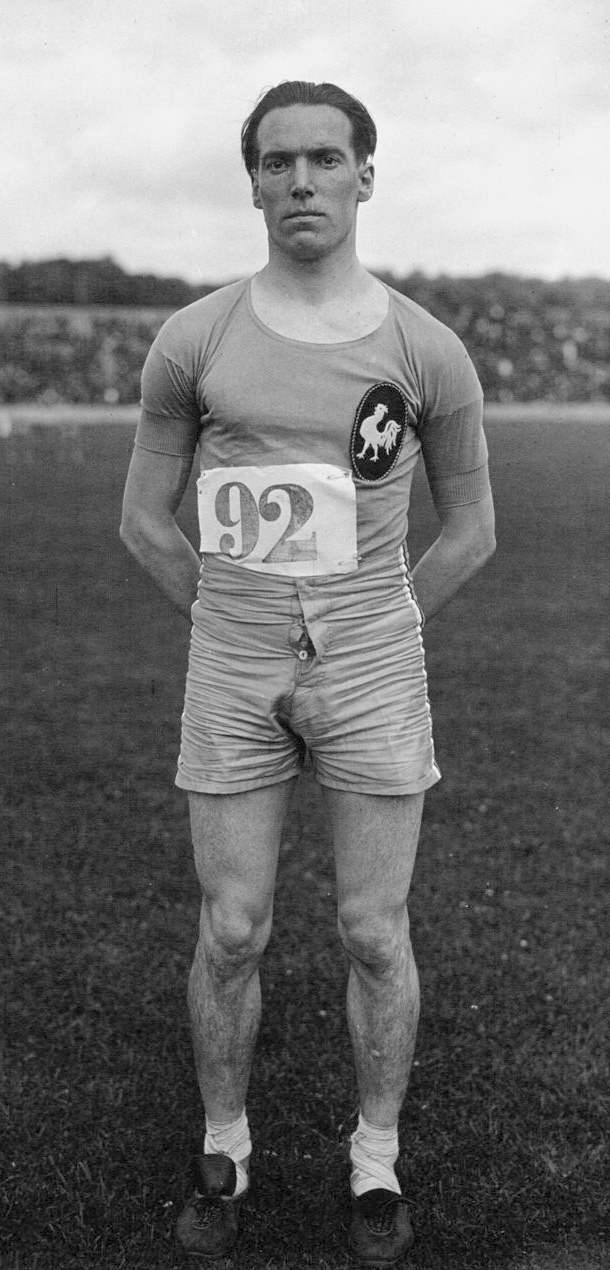
Louis Wilhelme, 1923

Louis Wilhelme (Louis Eugène Edmond Wilhelme; * 9. Juni 1900 in Nantes; † 20. September 1966 in Orléans) war ein französischer Weit- und Dreispringer.
Bei den Olympischen Spielen 1924 kam er im Weitsprung auf den fünften und im Dreisprung auf den 17. Platz.
Dreimal wurde er Französischer Meister im Weitsprung (1922–1924) und einmal im Dreisprung (1922).

## Persönliche Bestleistungen
- Weitsprung: 7,12 m, 21. Juni 1924, Colombes
- Dreisprung: 13,65 m, 1922